# Комша (деревня)
Комша — деревня в Великолукском районе Псковской области России. Входит в состав Пореченской волости.

## География
Расположена на юго-западе района на северном берегу озероа Комша (Комшино), в 45 км к юго-западу от города Великие Луки и в 3 км к юго-востоку от бывшего волостного центра деревни Борки.

## Население
| 2001 | 2002 | 2010 |
| ---- | ---- | ---- |
| 90   | ↗107 | ↘92  |

Численность населения деревни по оценке на начало 2001 года составляла 90 жителей.

## История
С января 1995 до декабря 2014 года деревня входила в состав ныне упразднённой Борковской волости.
Упоминание Комши в конце XVII — первой трети XIX вв.
...показательна одна невельская история. 8 апреля 1720 г. в унию перешли приходы в Дубянах, Поречье и Комше (современный Великолукский район Псковской области). В ответ православное духовенство, пользуясь поддержкой невельских мещан, райцев, лавников и даже при очевидной поддержке экономов староства и самих князей де Шульбах (в том числе лично княжны Елизаветы Нейбургской-Шульбах), силой отобрало церкви, переосвятило их и установило новые кресты на зданиях, перекрещивало детей, «побияя и угрожая лишить жизни», заставило дубянского настоятеля священника Льва Колачевского оставить унию, а «преподобного Константина Блюдуху комшайского приходского священника мучили, истязали, над его христианской кровью жестоко издеваясь, наконец, совсем уже забыв страх Божий и строгость законов, не взирая и на священнический сан его, решились убить его и утопили в воде» за отказ оставить унию, «поречского приходского священника преподобного о. Жуковского били и мучили так жестоко, что только промыслом Божиим едва он мог спасти жизнь свою из рук ожесточенных». Тяжба митрополита Флориана с православным духовенством и владельцами Невеля продолжалась по крайней мере до 1723 г. Ответчики предпочли не являться в суды, включая королевский трибунальский суд, а прибывшего в Невель окружного судью Витебского воеводства Михаила Казимира Гурко не допустили к следствию вооруженные слуги княжны Нейбургской (которая присутствовала при этом лично). 